# Lexington (Texas)
Lexington es un pueblo ubicado en el condado de Lee en el estado estadounidense de Texas. En el Censo de 2010 tenía una población de 1.177 habitantes y una densidad poblacional de 366,19 personas por km².

## Geografía
Lexington se encuentra ubicado en las coordenadas 30°24′53″N 97°0′34″O / 30.41472, -97.00944. Según la Oficina del Censo de los Estados Unidos, Lexington tiene una superficie total de 3.21 km², de la cual 3.21 km² corresponden a tierra firme y (0%) 0 km² es agua.

## Demografía
Según el censo de 2010, había 1.177 personas residiendo en Lexington. La densidad de población era de 366,19 hab./km². De los 1.177 habitantes, Lexington estaba compuesto por el 84.79% blancos, el 12.15% eran afroamericanos, el 0.51% eran amerindios, el 0% eran asiáticos, el 0% eran isleños del Pacífico, el 0.93% eran de otras razas y el 1.61% pertenecían a dos o más razas. Del total de la población el 9.01% eran hispanos o latinos de cualquier raza.